# 斯維特列 (舊別利斯克區)
49°22′29″N 38°39′13″E / 49.37472°N 38.65361°E
斯維特萊（烏克蘭語：Світле）是位於烏克蘭東部的村莊，由盧甘斯克州舊比利斯克區的舊比利斯克市鎮負責管轄。該村始建於1952年，面積1.22平方公里，海拔高度169米，2001年人口629，人口密度每平方公里513.9人。